# ARP 2600

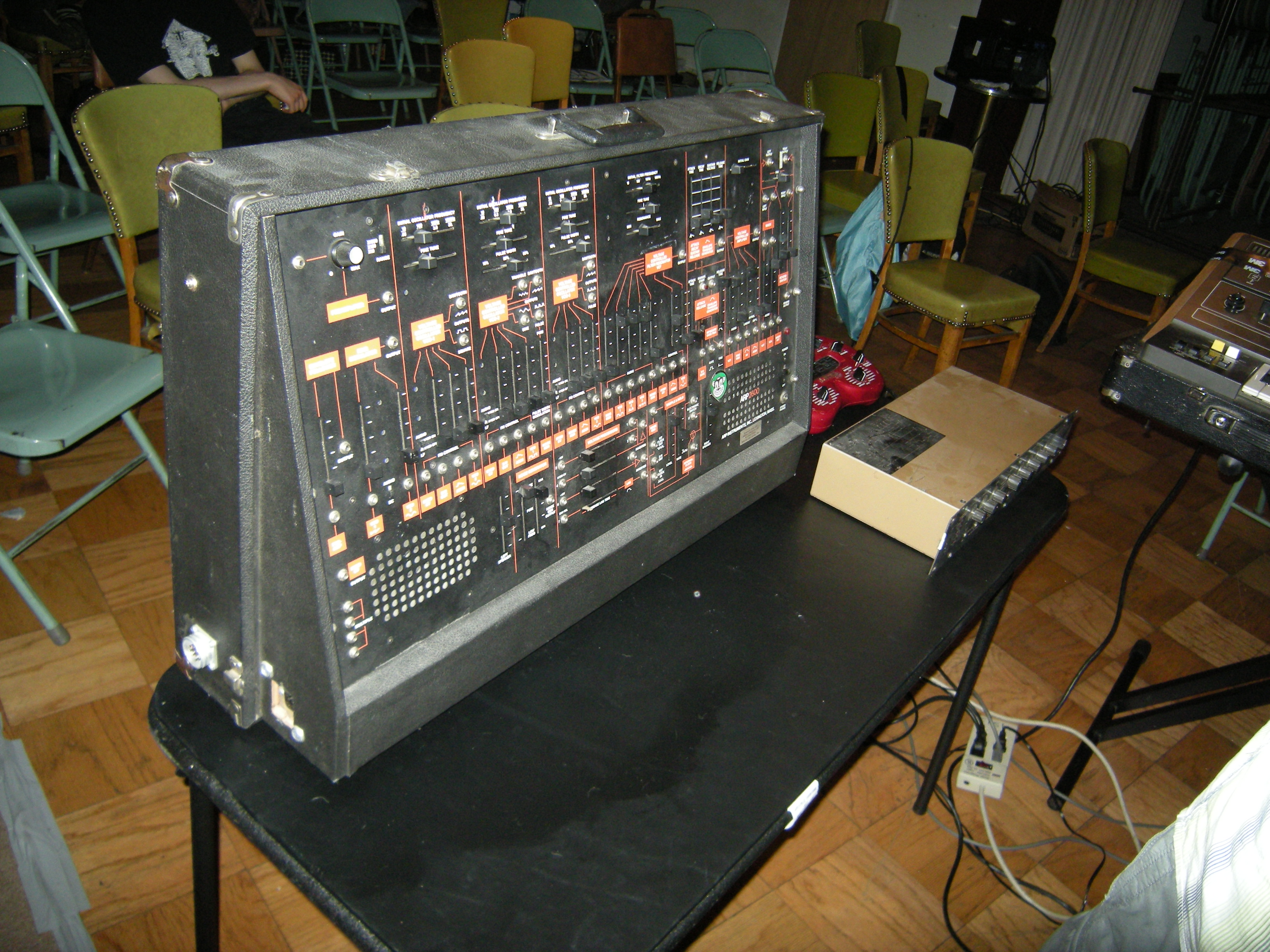
ARP 2600 utan tangentbord.

ARP 2600 är en professionell monofonisk synthesizer släppt 1970 av ARP Instruments. Arp 2600, som räknas som en av de bästa syntarna genom tiderna, hade Moogs syntar som största konkurrent under det tidiga 1970-talet. Till skillnad från Moogs modulära system var ARP 2600 modulär med hårdvarukopplingar som kunde förbikopplas via patchkablar, något som gav möjligheter till stor variation och flexibilitet samtidigt som ovana användare kunde spela på den utan att ha större kunskaper i subtraktiv syntes. 
Synten tillverkades fram till 1981, och under dess tillverkningstid producerades Arp 2600 i ett antal olika revisioner. Många anser att de tidigare modellernas filter har mer karaktär. En anledning till det är att ARP förlorade en patenttvist mot Moog rörande just deras filter och tvingades designa om det. Filterdesignen som började användas direkt efter att de förlorade patenttvisten har i efterhand betraktats som undermåligt på grund av den dålig frekvensresponsen. Efteråt rättades designen till.

## Musiker
- 808 State
- Tony Banks
- Jim Baker
- David Bowie
- Jean-Jacques Birgé
- Chemical Brothers
- Ben Burtt
- Vince Clarke
- Andreas Tilliander
- Chemical Brothers
- Craig Padilla
- Joy Division
- Dave Macrea
- Daniel Miller
- Depeche Mode
- Ellen Allien
- Michael Boddicker
- Electronic Dream Planet
- Brian Eno
- Jean Ven Robert Hal
- Herbie Hancock
- John Hollis
- Garth Hudson
- Jean Michel Jarre
- John Lennon
- Mike Oldfield
- New Order
- Orbital
- Stevie Wonder
- Edgar Winter
- Steve Roach
- Klaus Schulze
- Tangerine Dream
- The Who
- Underworld
- Ultravox
- Allan Zavod
- Joe Zawinul